# Crotalaria kurtii
Crotalaria kurtii är en ärtväxtart som beskrevs av Schinz. Crotalaria kurtii ingår i släktet sunnhampor, och familjen ärtväxter. Inga underarter finns listade i Catalogue of Life.